# San Miguel de Abona
San Miguel de Abona es un municipio perteneciente a la provincia de Santa Cruz de Tenerife, en el sur de la isla de Tenerife (Canarias, España).
La capital municipal está localizada en el casco urbano de San Miguel, situado a unos 580 m s. n. m., declarado Bien de Interés Cultural en la categoría de Conjunto Histórico en 2013. El municipio tiene 23 138 habitantes (INE 2024). Junto a los municipios vecinos de Arona y Adeje forma la denominada área metropolitana de Tenerife Sur con 215 532 habitantes (2024).

## Toponimia
El nombre del municipio se compone de San Miguel, que proviene de la advocación de la primitiva ermita construida en el siglo xvii y dedicada al arcángel en el casco fundacional del núcleo, y del término Abona, de procedencia guanche y que según algunos investigadores significa 'grandes piedras' y por extensión 'canteras'. Este término alude al antiguo reino o menceyato guanche en cuyo territorio se funda la localidad.

## Símbolos

### Escudo
El escudo heráldico de San Miguel de Abona fue aprobado por Orden del Gobierno de Canarias de 27 de septiembre de 1993, siendo su descripción la siguiente: «En campo de oro, la imagen de San Miguel Arcángel al natural, portando en la diestra y en la siniestra espada y balanza de plata, en punta de ondas de azur (azul) y plata. Bordura componada de ocho piezas, cuatro de gules (rojo), que corresponden a los cantones, los del jefe con un racimo de uvas de oro, y los de la punta con una espiga de trigo, de oro; y cuatro de plata, correspondientes al jefe y flancos con unas tuneras al natural cargadas de cochinilla, y el de la punta con un gánigo al natural. Timbre: corona real cerrada.»

### Bandera
La bandera municipal fue aprobada por el Gobierno de Canarias por Orden de 23 de febrero de 1998, y consta de un «paño rectangular, de seda, tafetán, raso, lanilla o fibra sintética, según los casos, cuya longitud es vez y media mayor que su ancho; compuesto de dos franjas verticales, siendo la de color azul, la unida al asta, del tamaño de un tercio del paño; la de color amarillo a batiente, de los dos tercios restantes del paño. Si la bandera ostentara escudo, éste deberá colocarse en el centro de la franja de color amarillo, preferentemente en ambas caras.»

### Pendón
El municipio cuenta asimismo con pendón, aprobado por el Gobierno de Canarias por Orden de 22 de septiembre de 1997. El mismo se describe así: «Cuadrado de seda o raso de amarillo cadmio de 1,25 metros de largo y 1,25 metros de ancho. En el centro del cuadrado el escudo heráldico municipal bordado con los esmaltes y metales del mismo, y teniendo un alto de 832 milímetros (2/3 de la altura del pendón). En los bordes del pendón, flecos de hilos de oro torcidos de 6 centímetros de largo en todos los lados del cuadrado, a excepción del que va unido al asta. De la parte superior del asta (garganta de la moharra) penden dos cordones entrelazados de azul y oro de tres metros cada uno rematados, en su parte inferior, por borlas de oro.»

## Geografía
Está situado en el sur de la isla, limitando con los municipios de Granadilla de Abona, Vilaflor de Chasna y Arona.
Abarca una superficie de 42,04 km², siendo el 17.º municipio insular en superficie y el 31.er de la provincia.
La máxima altura la alcanza el municipio en la zona conocida como El Bucio, a unos 1070 m s. n. m.

### Orografía
En el municipio puede encontrarse un paisaje abrupto salpicado por un conjunto de conos volcánicos. Así, en la zona alta destacan las Montañas de Tilena y el conjunto formado por la Montaña de Viña Vieja, La Montañita, la Montaña de Garañaña y la de Bense. En la zona media del término municipal se localizan la Montaña Chimbesque, y las Montañas de Aldea y La Estrella. En la costa, destaca la alineación de las Montañitas de los Erales, Montañita el Charco, Montaña Negra, la Montaña del Majano y los dos conos denominados Malpasito de Arriba y Malpasito de Abajo. Justo en la fachada litoral se ubica la Montaña Amarilla, un cono volcánico formado por una erupción hidromagmática.
Al oeste del municipio, y sirviendo de límite con Arona, se levantan las laderas de las Mesas de Aldea y de la alineación de La Centinela y el roque de Jama.
En la costa, reducida y parcialmente acantilada, hay una sucesión de pequeñas playas de arena volcánica y cantos rodados surgidas en la desembocadura de los barrancos.

### Hidrografía
El término municipal está atravesado por varios barrancos, destacando el barranco de Uchoba o Ifaya y el barranco de La Orchilla, este último límite municipal con Granadilla de Abona. Otros barrancos de cierta entidad son el de los Saltaderos y el barranco Erese.

### Clima
El clima de San Miguel se corresponde con el típico del sur tinerfeño, altas temperaturas durante casi todo el año y escasa pluviosidad, lo que lo define como un clima árido y seco.
| Parámetros climáticos promedio de San Miguel de Abona (1982-2012) | Parámetros climáticos promedio de San Miguel de Abona (1982-2012) | Parámetros climáticos promedio de San Miguel de Abona (1982-2012) | Parámetros climáticos promedio de San Miguel de Abona (1982-2012) | Parámetros climáticos promedio de San Miguel de Abona (1982-2012) | Parámetros climáticos promedio de San Miguel de Abona (1982-2012) | Parámetros climáticos promedio de San Miguel de Abona (1982-2012) | Parámetros climáticos promedio de San Miguel de Abona (1982-2012) | Parámetros climáticos promedio de San Miguel de Abona (1982-2012) | Parámetros climáticos promedio de San Miguel de Abona (1982-2012) | Parámetros climáticos promedio de San Miguel de Abona (1982-2012) | Parámetros climáticos promedio de San Miguel de Abona (1982-2012) | Parámetros climáticos promedio de San Miguel de Abona (1982-2012) | Parámetros climáticos promedio de San Miguel de Abona (1982-2012) |
| Mes                                                               | Ene.                                                              | Feb.                                                              | Mar.                                                              | Abr.                                                              | May.                                                              | Jun.                                                              | Jul.                                                              | Ago.                                                              | Sep.                                                              | Oct.                                                              | Nov.                                                              | Dic.                                                              | Anual                                                             |
| ----------------------------------------------------------------- | ----------------------------------------------------------------- | ----------------------------------------------------------------- | ----------------------------------------------------------------- | ----------------------------------------------------------------- | ----------------------------------------------------------------- | ----------------------------------------------------------------- | ----------------------------------------------------------------- | ----------------------------------------------------------------- | ----------------------------------------------------------------- | ----------------------------------------------------------------- | ----------------------------------------------------------------- | ----------------------------------------------------------------- | ----------------------------------------------------------------- |
| Temp. máx. media (°C)                                             | 16.7                                                              | 17.0                                                              | 18.3                                                              | 19.0                                                              | 20.1                                                              | 22.2                                                              | 24.9                                                              | 26.0                                                              | 24.6                                                              | 22.8                                                              | 19.6                                                              | 17.6                                                              | 20.7                                                              |
| Temp. media (°C)                                                  | 13.6                                                              | 13.8                                                              | 14.8                                                              | 15.3                                                              | 16.4                                                              | 18.5                                                              | 20.9                                                              | 21.6                                                              | 20.9                                                              | 19.1                                                              | 16.5                                                              | 14.5                                                              | 17.2                                                              |
| Temp. mín. media (°C)                                             | 10.5                                                              | 10.7                                                              | 11.3                                                              | 11.7                                                              | 12.8                                                              | 14.8                                                              | 16.9                                                              | 17.3                                                              | 17.2                                                              | 15.5                                                              | 13.5                                                              | 11.4                                                              | 13.6                                                              |
| Precipitación total (mm)                                          | 63                                                                | 49                                                                | 45                                                                | 23                                                                | 12                                                                | 4                                                                 | 1                                                                 | 2                                                                 | 10                                                                | 41                                                                | 78                                                                | 83                                                                | 411                                                               |
| Fuente: Climate-data.org                                          |                                                                   |                                                                   |                                                                   |                                                                   |                                                                   |                                                                   |                                                                   |                                                                   |                                                                   |                                                                   |                                                                   |                                                                   |                                                                   |

### Flora

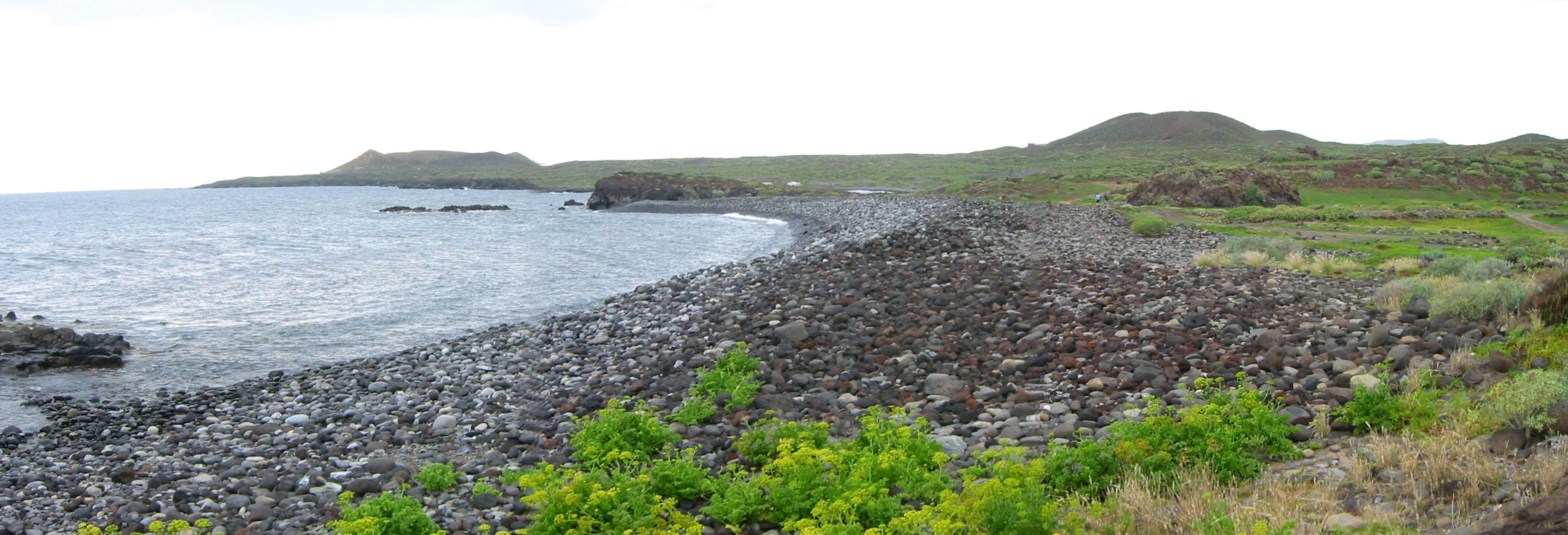
Paisaje costero del municipio. Al fondo la Montaña Amarilla

Aunque gran parte del término municipal se halla transformado por la acción humana, aún se conservan formaciones vegetales naturales. Así, en la franja litoral se desarrollan comunidades de tomillo marino Frankenia ericifolia y uva de mar Zygophyllum fontanesii. Entre el nivel del mar y los 200-300 metros de altitud sobresalen los tabaibales dulces de Euphorbia balsamifera, acompañados por matorrales de aulagas Launaea arborescens y salado Schizogyne sericea, así como los barrillaes y tunerales de Mesembryanthemum crystallinum y Opuntia ssp.. El tabaibal amargo de Euphorbia lamarckii también aparece en el área costera, ascendiendo sin embargo hasta los 900 metros. En los fondos de barranco de la zona baja se desarrollan extensas comunidades de balo Plocama pendula.
La zona de medianías de San Miguel se halla intensamente antropizada, destacando la presencia de pequeños cardonales de Euphorbia canariensis en las laderas de La Centinela-Roque de Jama y en el barranco de los Palos, y algunas agrupaciones de pinar de Pinus canariensis con jaguarzos Cistus monspeliensis a partir de los 800 metros. Los matorrales de sustitución abundan, estando compuestos en su mayor parte por inciensos Artemisia thuscula, vinagreras Rumex lunaria y jaguarzos.

### Fauna
En el grupo de los vertebrados destacan las aves, siendo común la presencia en el término municipal de los cernícalos Falco tinnunculus, la paloma bravía Columba livia, el alcaudón Lanius excubitor, la andoriña Apus unicolor, el caminero Anthus berthelotii, el mosquitero Phylloscopus canariensis, la curruca Sylvia conspicillata o el mirlo Turdus merula. Destaca también la presencia en el entorno del roque de Jama del halcón tagarote Falco pelegrinoides, que encuentra en los riscos de esta formación su lugar de nidificación.
Los reptiles están representados por el lagarto tizón del sur Gallotia galloti galloti, el perenquén Tarentola delalandii y la lisa Chalcides viridanus.
Entre los mamíferos destaca la presencia del murciélago rabudo Tadarida teniotis, así como las ratas, ratones y conejos introducidos.

### Geología

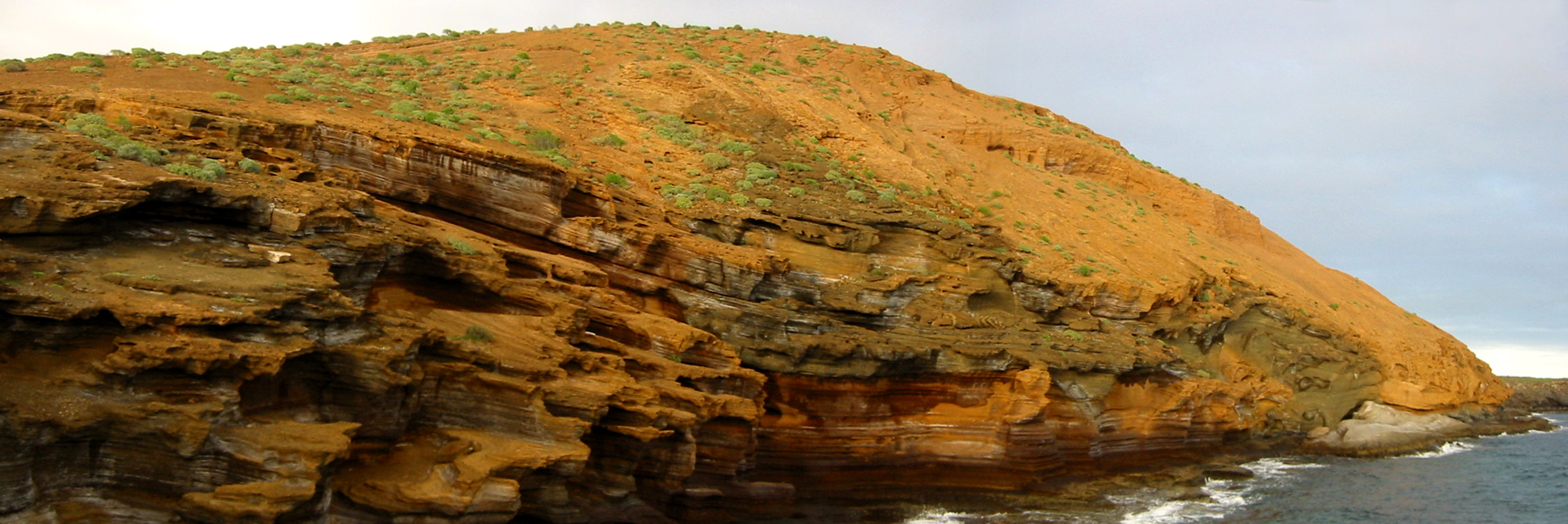
Montaña Amarilla

La mayor parte del suelo del municipio se compone de coladas basálticas provenientes de las emisiones de los conos volcánicos que salpican el término municipal, y que se corresponden con erupciones inferiores del Eje de rift de Tenerife SE-NO. Estos conos, de origen estromboliano, están compuestos de piroclastos basálticos. También destacan por su presencia los terrenos de piroclastos sálicos de composición heterogénea, predominando la presencia de pómez, que surgieron en las últimas erupciones piroclásticas del edificio Cañadas.
Al oeste de San Miguel se localiza parte del antiguo edificio del macizo de Adeje, estando compuesto de coladas basálticas de las que sobresale el roque de Jama, que se corresponde con un domo sálico.
En el extremo suroccidental del municipio, junto a la costa, se presenta el cono volcánico de Montaña Amarilla, edificio hidromagmático que está formado por tobas de coloración amarillento-anaranjada. En sus alrededores destacan los depósitos de arenas eólicas cementadas asociados a su cráter.

### Espacios protegidos
San Miguel cuenta con superficie incluida en espacios naturales protegidos, siendo estos el monumento natural de Montaña Amarilla y parte del monumento natural del Roque de Jama.
Por su parte, el Roque de Jama es también Zona Especial de Conservación incluida en la Red Natura 2000, al igual que una pequeña parte del barranco de La Orchilla al noreste del casco de San Miguel. Asimismo, la franja litoral del municipio se encuentra protegida bajo la ZEC Sebadales del Sur de Tenerife.

### Comunicaciones

#### Carreteras
Las principales vías de comunicación por las que se accede al municipio son la Autopista del Sur TF-1 y la carretera General del Sur TF-28. Asimismo, existen una serie de carreteras secundarias que unen las diferentes entidades de población de San Miguel de Abona entre sí o con otros municipios
- TF-561 de la TF-563 a El Frontón
- TF-563 de San Miguel a Vilaflor por El Frontón
- TF-565 de El Roque a La Escalona por Jama
- TF-647 de Charco del Pino a Las Zocas
- TF-65 de San Miguel a Los Abrigos
- TF-652 de Las Chafiras a Las Galletas
- TF-655 de Las Chafiras a Los Cristianos
- TF-657 de Aldea Blanca a La Camella por Buzanada

#### Transporte público
San Miguel cuenta con varias paradas de taxis en Las Chafiras y Guargacho.
En autobús —guagua— queda el municipio conectado mediante las siguientes líneas de TITSA:
| Línea | Trayecto                                                  | Recorrido |
| ----- | --------------------------------------------------------- | --- |
| 111   | Sta. Cruz - Aeropuerto Sur - Los Cristianos - Costa Adeje | Horario/Línea                                                                                                   |
| 112   | Sta. Cruz - Arona (por Costa del Silencio)                | Horario/Línea (enlace roto disponible en Internet Archive; véase el historial, la primera versión y la última). |
| 115   | Sta. Cruz - Las Galletas - Costa del Silencio             | Horario/Línea (enlace roto disponible en Internet Archive; véase el historial, la primera versión y la última). |
| 416   | Granadilla - Adeje (Los Olivos)                           | Horario/Línea                                                                                                   |
| 450   | Costa Adeje - San Isidro (por Aeropuerto Sur)             | Horario/Línea                                                                                                   |
| 468   | Parque La Reina - Las Galletas - Parque La Reina          | Horario/Línea                                                                                                   |
| 470   | Granadilla - Los Cristianos (por El Médano)               | Horario/Línea                                                                                                   |
| 483   | Costa Adeje - El Médano (por Los Cristianos)              | Horario/Línea                                                                                                   |
| 484   | Granadilla - El Fraile                                    | Horario/Línea                                                                                                   |

## Historia

### Etapa guanche: antes del sigloxv
La zona del municipio se encuentra poblada desde época guanche, tal y como demuestran los numerosos yacimientos arqueológicos encontrados, habiendo pertenecido al reino o menceyato de Abona.
El lugar ocupado por el moderno casco urbano constituía uno de los principales lugares de asentamiento del menceyato.

### Conquista y colonización europeas: siglosxvyxvi

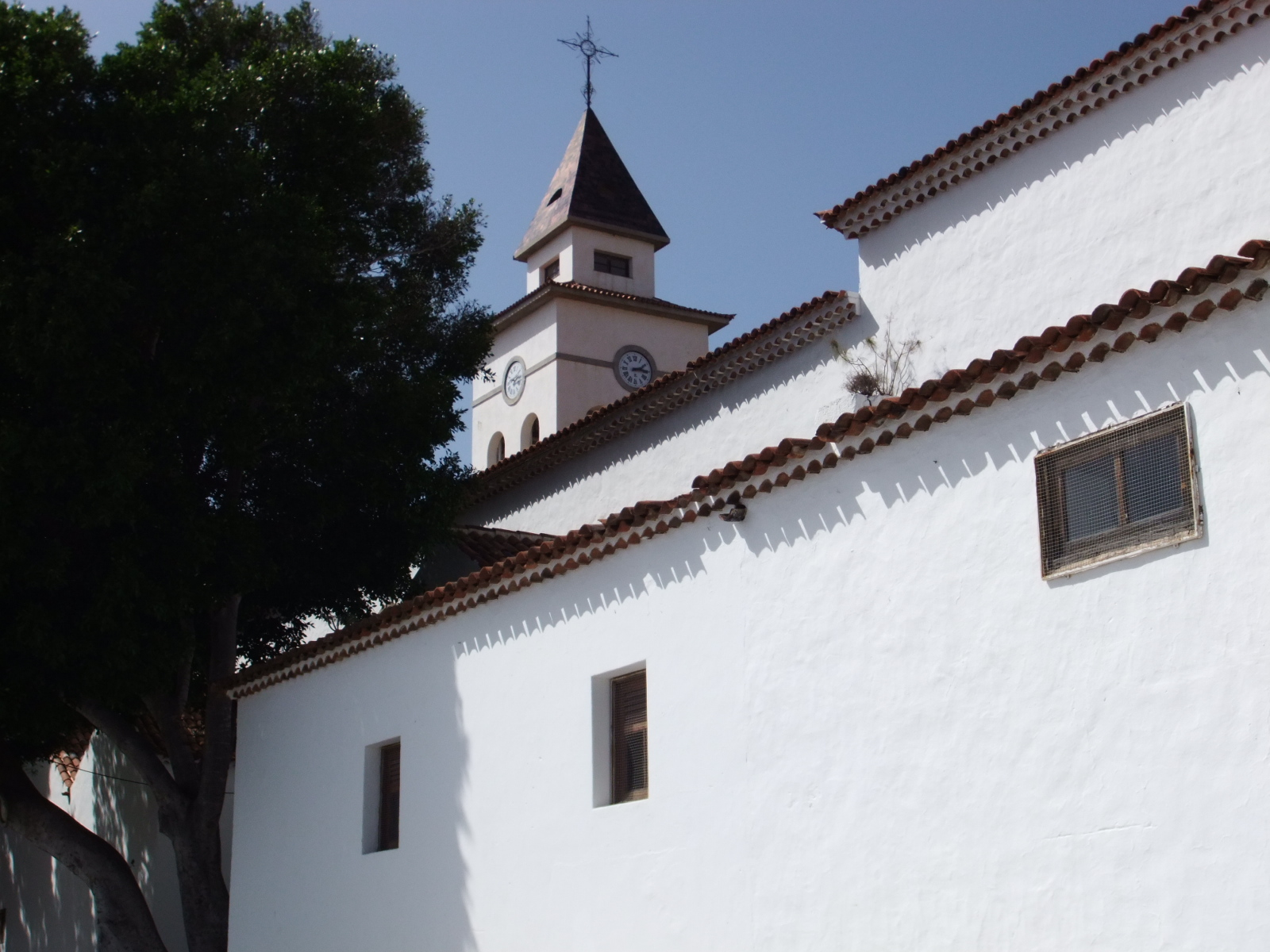
Iglesia de San Miguel Arcángel

Después de la conquista de la isla en 1496 por Alonso Fernández de Lugo, el territorio de San Miguel fue poblado por colonos, conquistadores y guanches.

### Antiguo Régimen: siglosxviiyxviii
Desde sus orígenes San Miguel se constituye como pago del lugar de Vilaflor de Chasna, estando bajo su jurisdicción civil, judicial y eclesiástica.
Hacia 1665 los descendientes del conquistador y poblador del sur de Tenerife, Fernando García del Castillo, construyen una ermita dedicada a San Miguel arcángel, comenzando así a desarrollarse el núcleo de San Miguel.
En 1796 se eleva a la categoría de parroquia la ermita de San Miguel, hecho que impulsará a los vecinos del lugar a solicitar también la separación civil de Vilaflor. El 13 de marzo de 1798 la Real Audiencia de Canarias ratifica dicha separación, dando facultad a los vecinos de San Miguel para elegir los cargos de alcalde real, diputado del común, síndico personero y fiel de hechos. Se forma así el primer ayuntamiento de San Miguel de Abona, denominados en esta época Juntas locales.

### Etapa moderna: siglosxixyxx
En 1812 se culmina el proceso de génesis del municipio de San Miguel con la creación de los ayuntamientos constitucionales bajo el amparo de la Constitución de Cádiz, aunque no sería hasta 1836 cuando el término quede definitivamente consolidado tras las alternancias entre gobiernos constitucionales y absolutistas de la primera mitad del siglo, y de la desaparición del régimen municipal único que había sido instaurado desde la conquista.
A lo largo del siglo xix se producen enfrentamientos entre los ayuntamientos de San Miguel y Arona contra el de Vilaflor por el aprovechamiento de los montes de este último, pues cuando la segregación de los dos primeros se fijó que no habría reformas en cuanto al uso de los vecinos de los pastos y recursos forestales de las cumbres chasneras.
Pascual Madoz, en su Diccionario, dice de San Miguel hacia mitad del siglo xix:

ABONA (SAN MIGUEL DE). Lugar con ayuntamiento de la isla de Tenerife, provincia, audiencia territorial y capitanía general de Canarias, partido judicial de Orotova, diócesis de Tenerife: SITUADO al S. de la montaña Chiñama en un ameno valle, donde le baten los vientos de la brisa. Su CLIMA es sano: tiene jurisdicción en la aldea de Chiñama. Forman la población 359 CASAS divididas en barrios: hay en el más central de estos una iglesia parroquial dedicada á San Miguel Arcángel, cuya festividad como patrón del pueblo se celebra el día 29 de setiembre: la sirve un cura párroco de provisión ordinaria. Confina el TÉRMINO por el N. con el de Villaflor de Chasna, por el E. con el de Granadilla, por el S. con la playa de las Galletas, y por el O. con el término de Arona. El TERRENO es bastante quebrado y escaso de aguas, únicamente el barranco de la Fuente-blanca proporciona, aunque con escasez, para el riego de algunos pequeños trozos de tierra. PRODUCE: trigo, cebada, barrilla, higos y cochinilla. POBLACIÓN: 359 vecinos, 1.658 almas...
Pascual Madoz, 1843.

En 1907 se proyecta la primera carretera de San Miguel al embarcadero Los Abrigos, obra que culmina en 1922 y que se enmarcaba dentro de un plan estatal de apoyo a la iniciativa privada para sacar los productos agrícolas —plátanos, papas y tomates— de la incipiente economía de exportación del sur de la isla. Por su parte, la carretera general del Sur, vía de comunicación que viene a sustituir a los antiguos caminos reales, llega al casco de San Miguel en la década de 1930.
En la década de 1940 se realiza otra infraestructura que va a posibilitar el máximo desarrollo de la agricultura de exportación en el territorio de San Miguel: la construcción del Canal del Sur, que trasvasaba agua de las galerías de Fasnia y Arico al resto del sur insular.
En 1971 se abre al tráfico una nueva vía de comunicación rápida, la Autovía del Sur que une Santa Cruz de Tenerife con la localidad y puerto de Los Cristianos, en Arona. La autovía será ensanchada posteriormente y reconvertida en la Autopista del Sur hacia 1978.
San Miguel, dada su escasa superficie frente a los municipios limítrofes, no se desarrollará al ritmo del denominado boom turístico que afecta a Canarias desde la década de 1960. Será a partir de finales de los ochenta cuando se implante en el municipio un turismo de ocio, ligado a los complejos de Golf del Sur y Amarilla Golf.

## Demografía
San Miguel cuenta con una población de 23 138 habitantes (INE 2024).
| Gráfica de evolución demográfica de San Miguel de Abona entre 1842 y 2021 |
| |
| Población de derecho según los censos de población del INE Población de hecho según los censos de población del INEEn estos censos se denominaba San Miguel: 1842, 1857, 1860, 1877, 1887, 1897, 1900, 1910, 1920, 1930, 1940, 1950, 1960, 1970, 1981 y 1991 |

| Nacionalidad | Hombres | Mujeres | Total  | %      | Proporción |
| ------------ | ------- | ------- | ------ | ------ | ---------- |
| Española     | 7162    | 6895    | 14 057 | 64.1 % |            |
| Extranjera   | 3912    | 3946    | 7858   | 35.8 % |            |

La evolución de la población de San Miguel se mantiene relativamente estable durante todo el siglo siglo XIX y prácticamente todo el siglo XX, con algunos altibajos motivados por las crisis económicas y la consecuente emigración. La inmersión del municipio en el turismo y el desarrollo de su costa provoca los primeros aumentos considerables de población a partir de la década de 1980, que llegan a niveles máximos durante la primera década del siglo siglo XXI con la multiplicación por más del doble de los habitantes censados.
Del análisis de la pirámide de población se deduce que:
- La población comprendida entre 0 y 14 años era el 18 % del total;
- la población entre 15 y 64 años se correspondía con el 72 %;
- y la población mayor de 65 años era el 10 % restante.

Por sexos contaba con 8158 hombres y 8063 mujeres.
En cuanto al lugar de nacimiento, el 54 % de los habitantes del municipio eran nacidos en Canarias, de los cuales el 48 % había nacido en el propio municipio, un 44 % en otro municipio de la isla y un 8 % procedía de otra isla del archipiélago. El resto de la población la componía un 9 % de españoles peninsulares y un 37 % de nacidos en el Extranjero.
| Posición | País de nacimiento | Población |
| -------- | ------------------ | --------- |
| 1.ª      | Reino Unido        | 2299      |
| 2.ª      | Italia             | 1182      |
| 3.ª      | Venezuela          | 649       |
| 4.ª      | Alemania           | 475       |
| 5.ª      | Colombia           | 217       |
| 6.ª      | Cuba               | 210       |
| 7.ª      | Argentina          | 174       |
| 8.ª      | Bélgica            | 172       |
| 9.ª      | Uruguay            | 153       |
| 10.ª     | China              | 141       |

| Entidad singular     | Habitantes |
| -------------------- | ---------- |
| Aldea Blanca         | 997        |
| Las Chafiras         | 6854       |
| El Frontón           | 287        |
| El Monte o Guargacho | 2992       |
| El Roque             | 799        |
| San Miguel           | 2392       |
| Tamaide              | 1000       |
| Las Zocas            | 900        |
| Total                | 16 221     |

## Economía
En los últimos años el turismo ha sido una actividad económica que ha comenzado a prosperar en el municipio tras la implantación de las urbanizaciones turísticas Amarilla Golf y Golf del Sur que explotan una oferta basada en el ocio deportivo y en la práctica del golf.

## Administración y política

### Gobierno municipal
El municipio se rige por su ayuntamiento, compuesto por veintiuno concejales.
En las elecciones de 1983 se produce la impugnación de una de las mesas electorales, dando como resultado que sea AP-PDP-UL quien acceda a la alcaldía.
Tras las de mayo de 2007 se forma un gobierno de pacto entre el PSOE y el CCN, en el que consta la alternancia en la alcaldía de los candidatos.
Después de las de mayo de 2011 el CCN y CC forman un pacto para gobernar.
Tras las elecciones de 2015 se forma un gobierno de pacto entre CC y el PSOE.
Desde 2019, CC gobierna con mayoría absoluta.
| Periodo   | Nombre                            | Partido | Partido                                      |
| --------- | --------------------------------- | ------- | -------------------------------------------- |
| 1979-1983 | Daniel Feo Feo                    |         | Unión de Centro Democrático (UCD)            |
| 1983-1983 | Victoriano Toledo Rodríguez       |         | Partido Socialista Obrero Español (PSOE)     |
| 1983-1987 | Claudio Delgado Díaz              |         | Coalición Popular (CP)                       |
| 1987-1995 | Claudio Delgado Díaz              |         | Agrupación Tinerfeña de Independientes (ATI) |
| 1995-1999 | Claudio Delgado Díaz              |         | Coalición Canaria (CC)                       |
| 1999-2007 | Arturo Eugenio González Hernández |         | Coalición Canaria (CC)                       |
| 2007-2009 | Valentín Esteban González Évora   |         | Centro Canario Nacionalista (CCN)            |
| 2009-2011 | Víctor Chinea Niebla              |         | Partido Socialista Obrero Español (PSOE)     |
| 2011-2015 | Valentín Esteban González Évora   |         | Centro Canario Nacionalista (CCN)            |
| 2015-act. | Arturo Eugenio González Hernández |         | Coalición Canaria (CC)                       |

| Partido político | Partido político                                                    | 1979   | 1983   | 1987   | 1991   | 1995   | 1999   | 2003   | 2007   | 2011   | 2015   | 2019   | 2023   |
| Partido político | Partido político                                                    | Ediles | Ediles | Ediles | Ediles | Ediles | Ediles | Ediles | Ediles | Ediles | Ediles | Ediles | Ediles |
|                  | Agrupación Tinerfeña de Independientes (ATI)                        | —      | —      | 8      | 10     | —      | —      | —      | —      | —      | —      | —      | —      |
|                  | Alianza Popular (AP)-Partido Popular (PP)                           | —      | 5      | —      | 0      | 2      | 1      | 0      | 1      | 2      | 1      | 2      | 4      |
|                  | Centro Canario Nacionalista (CCN)                                   | —      | —      | —      | —      | —      | —      | —      | 5      | 4      | 3      | —      | —      |
|                  | Unión de Centro Democrático (UCD)-Centro Democrático y Social (CDS) | 6      | —      | 1      | 0      | 0      | 0      | —      | —      | —      | —      | —      | —      |
|                  | Ciudadanos (CS)                                                     | —      | —      | —      | —      | —      | —      | —      | —      | —      | —      | 1      | 0      |
|                  | Coalición Canaria (CC)                                              | —      | —      | —      | —      | 6      | 7      | 10     | 6      | 6      | 7      | 9      | 13     |
|                  | Partido Socialista Obrero Español (PSOE)                            | 5      | 6      | 2      | 3      | 5      | 5      | 3      | 5      | 5      | 6      | 5      | 3      |
|                  | Vox                                                                 | —      | —      | —      | —      | —      | —      | —      | —      | —      | —      | —      | 1      |

### Organización territorial
El municipio se encuentra incluido en la Comarca de Abona.
San Miguel se halla dividido en seis entidades de población.
| Entidad singular     | Núcleos                                                   | Superficie |
| -------------------- | --------------------------------------------------------- | ---------- |
| Aldea Blanca         |                                                           | 6,63 km²   |
| Las Chafiras         | Llano del Camello Amarilla Golf Golf del Sur Las Chafiras | 8,57 km²   |
| El Frontón           |                                                           | 3,2 km²    |
| El Monte o Guargacho | El Monte Oroteanda Baja                                   | 5,95 km²   |
| El Roque             |                                                           | 4,6 km²    |
| San Miguel           |                                                           | 4,54 km²   |
| Tamaide              | Asomada Tamaide                                           | 3,73 km²   |
| Las Zocas            |                                                           | 4,8 km²    |
| Total                | Total                                                     | 42,02 km²  |

## Cultura

### Patrimonio

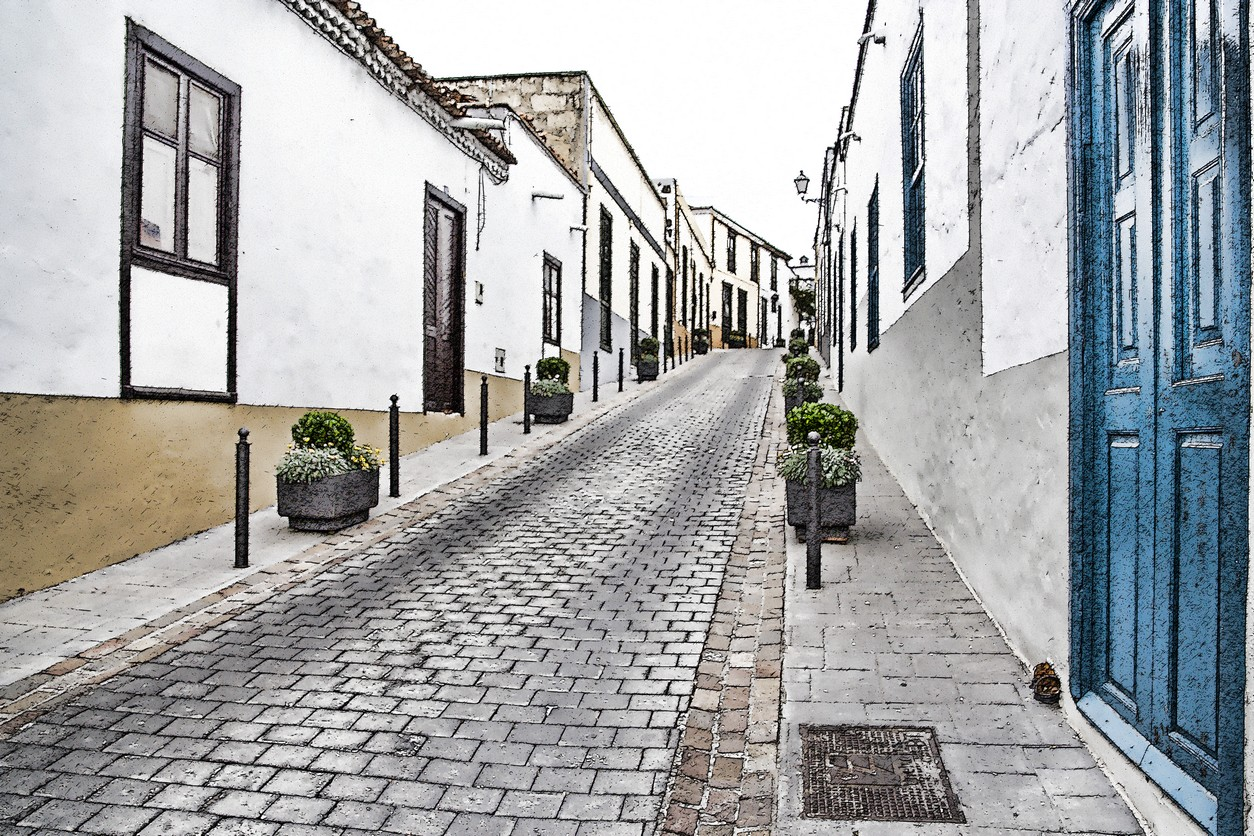
Tramo de la calle de la Iglesia en el casco urbano de San Miguel

El casco urbano de la capital municipal está declarado Conjunto Histórico por constituir el núcleo tradicional mejor conservado del sur de la isla, desde la perspectiva arquitectónica y de sus valores ambientales de carácter rural. En él destacan la iglesia parroquial de San Miguel y algunas edificaciones particulares de los siglos xviii al xx, como El Calvario o la Casa del Capitán.
- Iglesia parroquial de San Miguel
- Centro de interpretación de Guargacho
- Parque de atracciones Castillo de San Miguel
- Miradores de El Frontón y La Centinela
- Parques de La Centinela y La Calzada
- Zona recreativa Cho Pancho
- Playas de Amarilla, Colmenares y del Barranco

### Fiestas
En el municipio se celebran diversas fiestas, siendo días festivos locales el Martes de Carnaval y el 29 de septiembre, festividad de San Miguel arcángel.
Las principales fiestas son:
| Fecha                   | Celebración         | Lugar        | Actos destacados                           |
| ----------------------- | ------------------- | ------------ | ------------------------------------------ |
| 3 de mayo               | La Cruz             | Tamaide      |                                            |
| 1.ª semana de mayo      | Virgen del Puerto   | El Frontón   |                                            |
| 1.ª quincena de junio   | Virgen del Carmen   | Guargacho    | Romería                                    |
| Junio                   | Corpus Christi      | San Miguel   | Realización de alfombras de arena y flores |
| 24 de junio             | San Juan Bautista   | San Miguel   |                                            |
| 1.ª quincena de agosto  | Virgen del Rosario  | Aldea Blanca |                                            |
| 2.ª quincena de agosto  | San Roque           | El Roque     |                                            |
| 29 de septiembre        | San Miguel Arcángel | San Miguel   | Romería                                    |
| 2.ª quincena de octubre | San Esteban         | Las Zocas    |                                            |
| Noviembre               | Santa Cecilia       | San Miguel   | Festival de música                         |
| Diciembre-enero         | Navidad             | San Miguel   |                                            |
| Fecha variable          | Semana Santa        | San Miguel   |                                            |

Cada año, el sábado anterior al 24 de abril se celebra la peregrinación del Camino del Hermano Pedro, desde el casco de Vilaflor de Chasna hasta la cueva del Santo en el municipio de Granadilla de Abona. Esta peregrinación cruza parte del municipio de San Miguel de Abona.

### Religión
La población creyente de San Miguel profesa mayoritariamente la religión católica, estando repartida la feligresía en cinco parroquias: la matriz de San Miguel Arcángel en el casco, Inmaculado Corazón de María en Aldea Blanca, Nuestra Señora del Carmen en Guargacho, San Esteban en Las Zocas y San Roque en El Roque. Estas parroquias pertenecen al arciprestazgo de Granadilla de la diócesis de Tenerife.

## Personas destacadas
- Juan Bethencourt Alfonso (1847-1913): médico e historiador.

## Localidades hermanadas
- Arafo, España
- Plasencia, España[47]
- Yaguajay, España[48]